# Dassault Falcon 10
Dassault Mystère 10/Falcon 10 — французький реактивний літак розроблений і побудований компанією Dassault Aviation. Є однією з ранніх розробок реактивного літака бізнес-класу. Незважаючи на нумерацію літак був розроблений пізніше і на базі іншого літака компанії Dassault Falcon 20, та є по суті його зменшеною версією.
1 грудня 1970 року прототип літака здійснив перший політ. Серійне виробництво було розпочато у 1971 році і завершено у 1991 році, проте літак і досі залишається популярним літаком бізнес класу, що використовується. Всього було випущено 226 літаків.

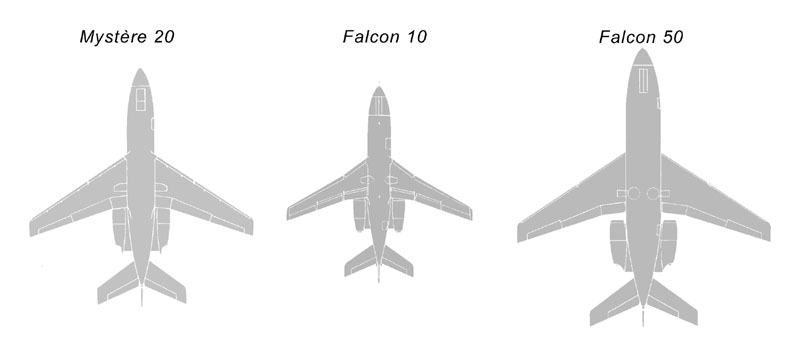
Порівняльні розміри Dassault Falcon 20, Dassault Falcon 10, Dassault Falcon 50

## Варіанти

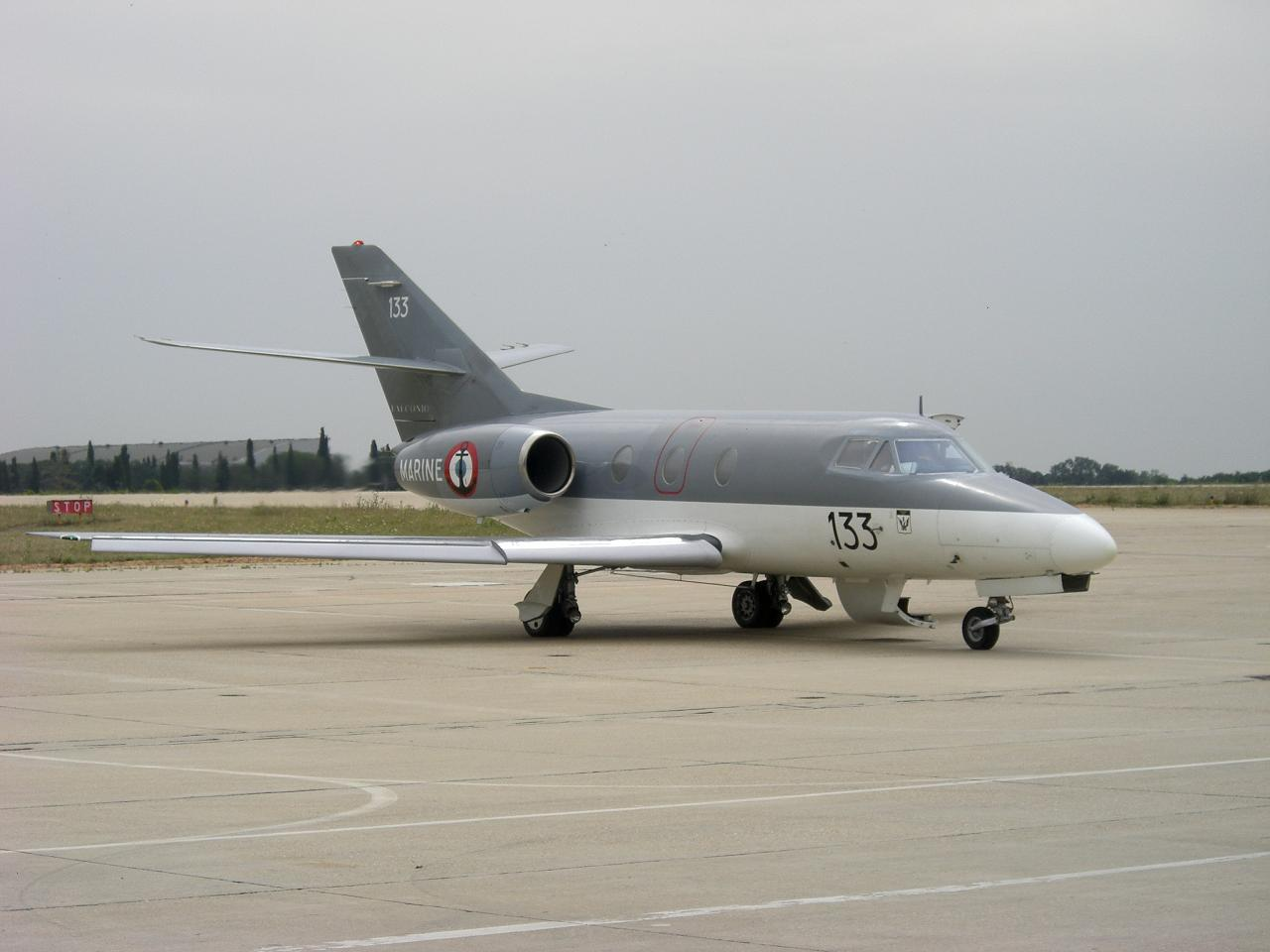
Dassault Falcon 10MER ВМС Франції

- Minifalcon  — проектна назва літака Dassault Falcon 10.
- Falcon 10  — власне літак бізнес-класу.
- Falcon 10MER  — транспортний літак та літак зв'язку Військово-морських сил Франції.
- Falcon 100  — призначався для заміни Falcon 10. Falcon 100 мав збільшену злітну вагу, розширений багажний відсік та кабіну пілотів.

## Оператори

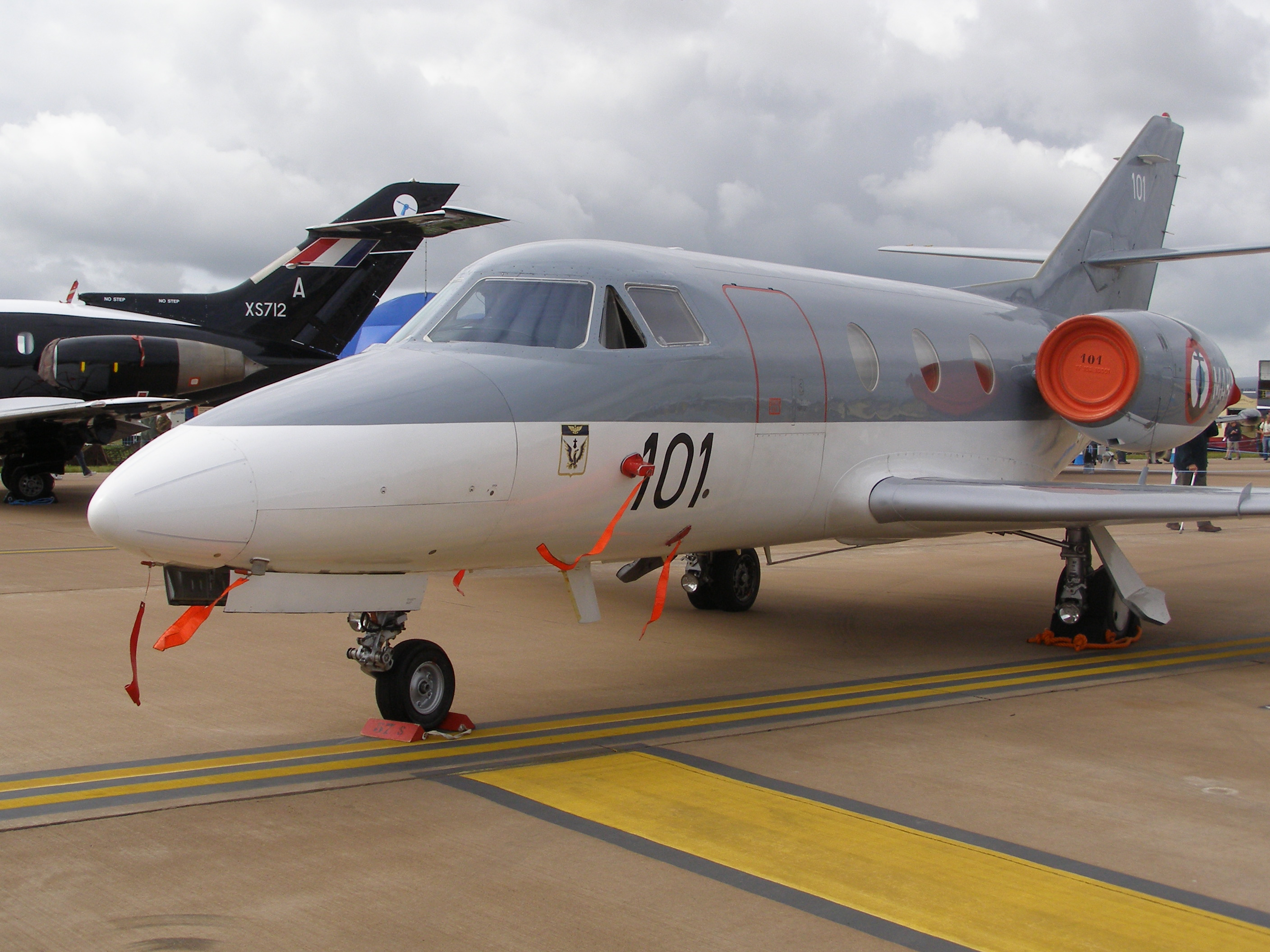
Dassault Falcon 10 ВМС Франції

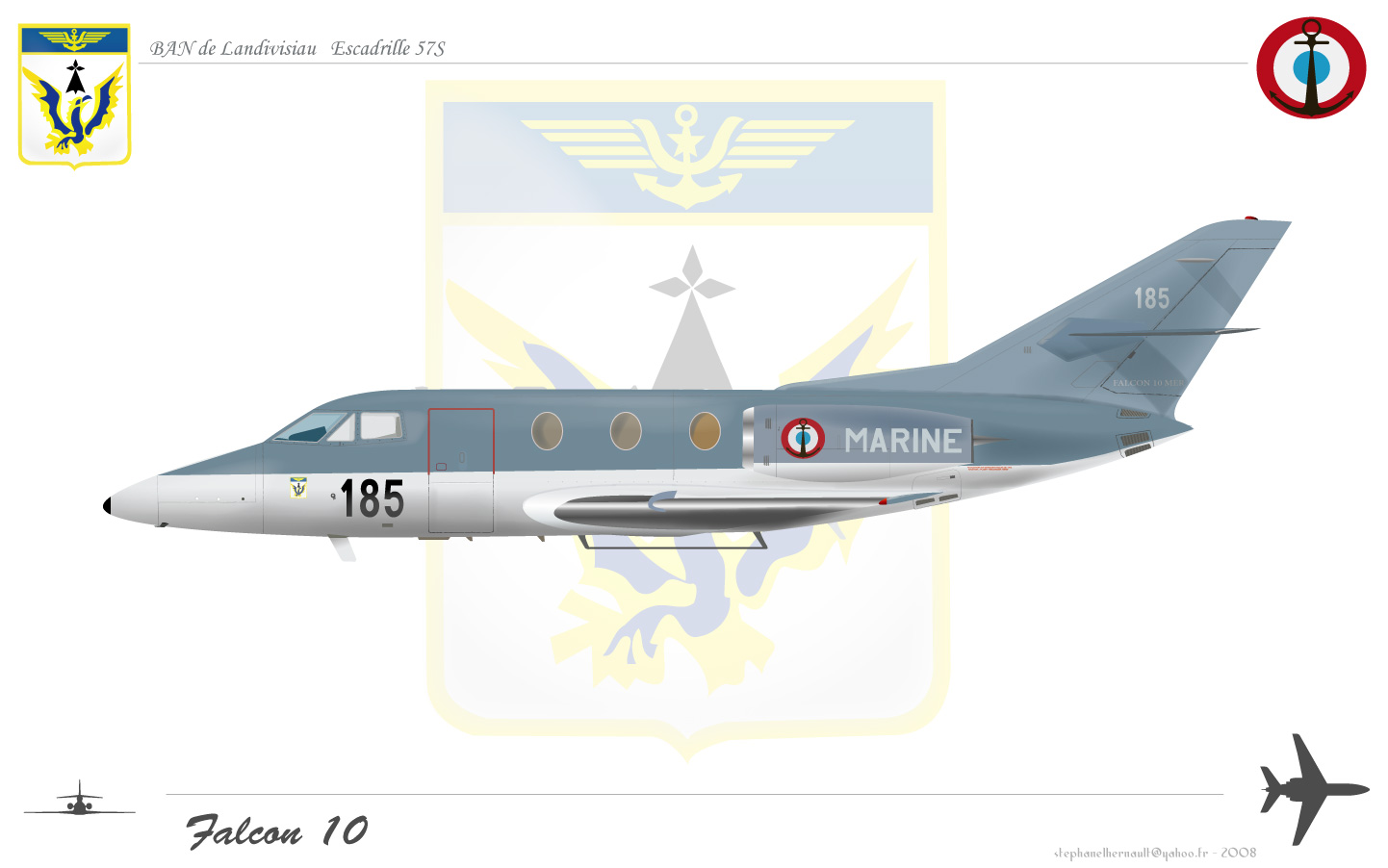
Dassault Falcon 10 ескадрильї 57S ВМС Франції

Франція
- ВМС Франції

 Марокко

## Технічні характеристики

### Dassault Falcon 10
Джерело: Donald, David, ред. (1997). The Encyclopedia of World Aircraft. Prospero Books. с. ст. 305. ISBN 1-85605-375-X. {{cite encyclopedia}}: |pages= має зайвий текст (довідка); Пропущений або порожній |title= (довідка)
Основні характеристики
- Екіпаж: 2 людини
- Пасажиромісткість: 4-8 пасажирів
- Довжина: 13,86 м (45 футів 5,75 дюйма)
- Висота: 4,61 м (15 футів 1,5 дюйма)
- Розмах крила: 13,08 м (42 футів 11 дюймів)

- Площа крила: 24,1 м² (259,42 футів² )
- Маса спорядженого: 8 500 кг (18 740 фунтів)
- Силова установка: 2 × газотурбінних Garrett TFE731-2
- Тяга: 2 × 14,65 кН (3 230 фунтів)

Льотні характеристики
- Крейсерська швидкість: 912 км/год (566 миль/год)
- Практична дальність: 3 560 км (2 212 миль)